# Juan Barreto Cipriani
Juan Alejandro Barreto Cipriani (Maracay, 7 de agosto de 1959) es un político de izquierda venezolano.

## Biografía

### Estudios e inicios en su trayectoria política
Nacido en Caracas, en una familia de obreros, en el año 1959, hijo de Juan de la Cruz Barreto y de Ana Cipriani. Juan Barreto se licenció en dos carreras: Comunicación social y Sociología, completado con un doctorado en Ciencias Sociales por la Universidad Central de Venezuela (UCV) de su ciudad natal. Además, posee un doctorado honoris causa de la Universidad Santa María (USM), otra importante casa de estudios de la ciudad capital de Venezuela. Es especialista en políticas en comunicación, con 20 Cursos postdoctorales aprobados y se desempeña como profesor en la Escuela de comunicación social y la Escuela de Sociología de la UCV, en Teoría de la Comunicación, Sociopolítica y Comunicación y Desarrollo.
Se incorporó a la militancia política a los 14 años y fue dirigente del partido Liga Socialista. Fundador del Movimiento Estudiantil 80 y de numerosos movimientos de sindicatos de obreros, campesinos y cooperativistas durante los años 80 y 90. Presidente del centro de estudiantes de la Escuela de Periodismo y luego delegado al Consejo Universitario de la UCV y Secretario general del Colegio Nacional de Periodistas.
Participó activamente, junto a Saúl Ortega, Clever Ramírez y tantos otros, en el acompañamiento civil del pronunciamiento militar de Hugo Chávez el 4 de febrero y el 27 de noviembre de 1992. Director de medios del comando de campaña del candidato presidencial Hugo Chávez, en el proceso electoral de 1998 y luego en el año 2000.
Fue miembro de la Dirección Nacional de Movimiento V República desde la fundación del partido en 1997 y fue unos de los principales promotores de la candidatura presidencial de Hugo Chávez en 1998, la cual ganó. Participó activamente en la retoma del proceso revolucionario, contra el golpe de Estado del año 2002.
En el campo laboral, ha realizado un largo periplo, desde obrero textil, hasta Jefe de Prensa del Congreso y del Consejo Nacional de la Cultura, CONAC. Barreto, dedicado al periodismo, ha trabajado en diversos medios impresos como la revista Feriado, semanario Otra Opinión, periódico La Quinta, revista PEP. Política, Economía, y Petróleo. También fue director de la Oficina Central de Información de la Presidencia de la República, OCI (actual Ministerio de Comunicación e Información) y del periódico el Correo del Presidente[cita requerida]. Fue cofundador del programa Aló Presidente y Director de la agencia VENPRES (ahora Agencia Bolivariana de Noticias, ABN). Ha realizado y conducido numerosos programas de Radio y TV. También publicó una columna semanal “La Quinta Columna” en el diario El Nacional.
En las elecciones de 2000 cuando se debía elegir todos los cargos públicos del país, obtuvo un escaño para diputado, desde el cual tuvo una activa participación política y en definitiva se dio a conocer en el escenario político nacional, considerado sus ideas políticas entre las más progresistas del MVR, además de ser un ferviente defensor de las clases populares . Siendo diputado siguió impartiendo clase de periodismo en la UCV. Sufrió una emboscada en dicha casa de estudios en el año 2001 donde le golpearon la cabeza, y posteriormente, en el año 2002 le fue colocada una granada en su carro, de la cual salió ileso porque minutos antes se había bajado del vehículo. El 11 de abril de 2002 fue captado por cámaras de televisión sobre un poste de luz mientras apoyaba y hacía un llamado para "defender la revolución en Miraflores" a oficialistas que iban a enfrentar a la marcha opositora.

## Alcalde Mayor de Caracas
En 2004 deja su escaño de diputado y su partido lo postula como candidato a alcalde mayor de Caracas en las elecciones regionales, obteniendo la victoria y sustituyendo a Alfredo Peña. 
Entre sus políticas como alcalde destaca la reestructuración de la Policía Metropolitana, la creación en el año 2006 de un canal de televisión para el área metropolitana de Caracas denominado Ávila TV y la consolidación de las bases populares y los consejos comunales en la ciudad de Caracas bajo el eslogan de "Poder Popular".
Como alcalde también llevó a cabo una política de expropiación de edificios para beneficiar a los inquilinos de clase media y baja que por largos años habitaban dichas viviendas sin derecho a adquirirlas. En 2008 es reinaugurado el Nuevo Circo de Caracas que fue restaurado bajo su gestión. En las elecciones de noviembre de ese año no se presentó como candidato a las elecciones por lo cual su mandato concluyó el 26 de noviembre de ese mismo año.

## Imputación por corrupción y decisión judicial
Después de concluido su periodo de gestión fue imputado por la Fiscalía de Venezuela por la presunta comisión de tres delitos contemplados en la Ley Anticorrupción (peculado doloso propio, malversación específica por evasión de procesos licitatorios y concertación ilícita con contratista) cuando ejerció el cargo entre 2004 y 2008, la investigación en contra del ex burgomaestre fue iniciada por el Ministerio Público el 12 de noviembre de 2007 y en 2011, el Tribunal Supremo de Justicia dictó la exoneración de Barreto por los cargos previamente imputados.

## Partido REDES
En el año 2012, luego de salir de las filas del Partido Socialista Unido de Venezuela, el fallecido presidente Hugo Chávez en el marco de su postulación en la fórmula del Gran Polo Patriótico a la presidencia de la república le pide la creación del Partido REDES, el mismo se lanza oficialmente en la inscripción de Hugo Chávez como candidato con Juan Barreto como su vocero principal acompañado de un gran grupo de colectivos y organizaciones de base como espacio de las bases revolucionarias con igualdad de condiciones y con el objetivo de articular distintas experiencias y corrientes revolucionarias venezolanas, es más que un partido político, esta organización es un espacio para el encuentro de los iguales.
En 2024, Barreto y su partido REDES apoyan a la candidatura presidencial de Enrique Márquez, participando bajo la tarjeta de Centrados en la Gente para las elecciones presidenciales de dicho año.

## Trayectoria académica y literaria
Entre sus libros publicados destacan: coautor del libro Chávez y los Medios; autor de: Ideas para una Epistemología de la Comunicación; Los Medios de los Medios; de la Galaxia impresa a la Era Audiovisual; El Caracazo; Hacia una Crítica de la Razón Mediática; Campos Culturales, Dispositivos Massmediáticos y Subjetividad Política; Somos y Seremos Caracas; El Oficio de Escribir Teoría Crítica; Poder Popular, Poder Constituyente; Crítica de la Razón Mediática, Multiplicidad de Marx y La Quinta Columna, Un combate frontal contra la derecha y el Capital desde un medio de Oposición.
También ha realizado investigaciones para instituciones como: Provenezuela, Fundarte, Universidad de los Trabajadores Centroamericanos, Cenocave, Cipost-UCV, ININCO-UCV[cita requerida] . Además ha publicado más de 100 papeles y otros artículos en revistas arbitradas a nivel nacional e internacional como RELEA, CHASKI, APUNTES, DIOGENES, COMUNICACIÓN, EXTRAMUROS, UNAM, suplemento Cultural El Nacional y de Últimas Noticias. Fue director fundador del periódico LETRAS y de Cuadernos Rojos Latinoamericanos.
Le han otorgado numerosos premios, condecoraciones y reconocimientos académicos como el Premio Nacional de Periodismo (Mención Investigación), varios premios municipales de periodismo, Premio Nacional "Libertador" al Pensamiento Crítico 2006, Orden Francisco de Miranda en su Primera Clase, Mérito al Trabajo en su Primera Clase y Orden 13 de abril en su Única Clase. Fue nombrado investigador de la Escuela de Filosofía de la Universidad de París y autoridad de la misma casa de estudios para la conformación de la Universidad Latinoamericana de la Cultura. 
También ha dictado conferencias y participado en foros en todas las universidades nacionales y en universidades del exterior como: Universidad de La Sorbona (París), Universidad de Harvard (Boston), Instituto Tecnológico de Massachusetts ITM (Boston), Universidad de Lovaina (Bruselas), Universidad de Pensylvania (Filadelfìa), Universidad de Roma, Universidad Complutense de Madrid, Instituto Tecnológico de Monterrey (México). Universidad de Turín, Universidad Nacional Autónoma de México, Universidad de Managua, Universidad de New York, Universidad de La Habana, Universidad Buenos Aires, Universidad Católica de Bogotá y Universidad California (Los Ángeles).